# Sveriges folkräkning 1945
Sveriges folkräkning 1945 var den elfte folkräkningen i Sverige sedan grundandet av Statistiska centralbyrån. Folkräkningen registrerade 6 673 749 invånare, varav 3 322 551 män och 3 351 198 kvinnor.